# Eva Todor
Eva Todor, nome artístico de Éva Fodor (Budapeste, 9 de novembro de 1919 —  Rio de Janeiro, 10 de dezembro de 2017), foi uma atriz húngara, naturalizada brasileira. Considerada uma das maiores atrizes do Brasil, Eva fez uma vasta e consolidada carreira, especialmente no teatro, estreando na televisão apenas quando já tinha 30 anos de trajetória nos palcos.

## Biografia

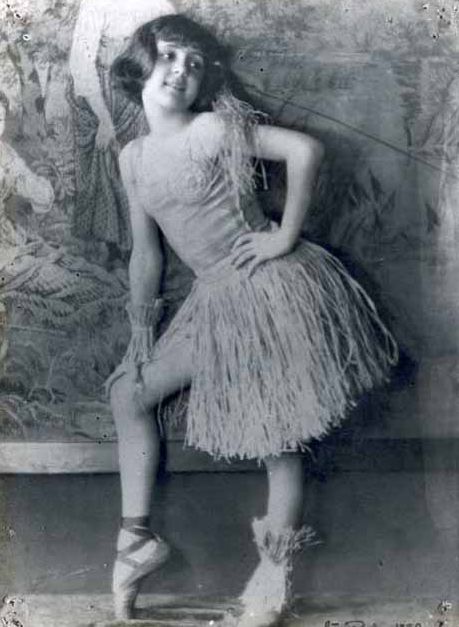
Eva quando criança (c. 1930)

Nascida como Eva Fodor, filha única do casal Sándor "Alexandre" Fodor e Gizella Rothstein, judeus húngaros ligados ao meio artístico. Induzida por seus pais, Eva começou nos palcos ainda criança como bailarina da Ópera Real de Budapeste. Por conta das dificuldades financeiras que a Europa enfrentava no período pós-Primeira Guerra, a família Fodor abandonou sua terra natal e emigrou para o Brasil, em 1929. No ano seguinte, Eva, com apenas onze anos, retomou carreira como bailarina, no Rio de Janeiro. Aos 10 começou a estudar dança clássica com Maria Olenewa, no Teatro Municipal. Foi quando adotou o sobrenome artístico de "Todor" no lugar do original Fodor, cuja pronúncia em português poderia remeter a uma palavra de baixo calão.
Aos 15 anos, em 1934, Eva fez um teste e entrou para o Teatro Recreio, estreando como atriz no espetáculo de revista "Há uma forte corrente", de Luis Iglesias e Freire Junior. Permaneceu na companhia e acabou por se casar com Iglesias em 1936, tornando-se a primeira atriz daquela companhia de revistas. Logo seu talento para os papéis cômicos se revelou, o que levou seu marido a escrever peças com personagens concebidas especialmente para sua verve. Era especialista em papéis de moças ingênuas. No ano de 1940, fundou a companhia “Eva e Seus Artistas”, que estreiou com “Feia”, de Paulo de Magalhães, sob a direção de Esther Leão.
Naturalizou-se brasileira na década de 1940, quando Getúlio Vargas foi ver uma peça no Theatro Municipal do Rio de Janeiro e ficou encantado. Foi ao camarim e perguntou a Eva Todor: "você quer ser naturalizada?", o que aconteceu em seguida.
Em 1942, Eva Todor participou da peça "Deus Lhe Pague" no batismo cultural de Goiânia, a nova cidade planejada concebida para ser a capital estadual de Goiás. A peça ocorreu no recém-inaugurado Teatro Goiânia e contou com a presença do então presidente Getúlio Vargas e do governador Pedro Ludovico Teixeira. Eva assistiu de perto Vargas e Pedro Ludovico entregarem a chave da cidade para o novo prefeito, o Prof. Venerando de Freitas Borges.
Seu primeiro papel dramático foi em “Cândida”, de George Bernard Shaw, um dos maiores sucessos da temporada carioca de 1946, e que ficou quatro meses em cartaz. Seguiu-se no ano seguinte “Carta”, de Somerset Maugham.
Seu esposo, o diretor Luiz Iglézias, criou um programa para Eva Todor, chamado de As Aventuras de Eva, na TV Tupi, em 1957, onde interpretava  uma secretária humilde, que procurava emprego sempre levando um cachorro, e ninguém queria. Iglezias também a impulsionou a ter sua própria companhia, a Eva e Seus Artistas, que duraria até fins da década de 1950 passaram grandes nomes da cena teatral de então, como André Villon, Elza Gomes e Henriette Morineau, André Villon, Jorge Dória, Jardel Filho e vários outros; com tal companhia viajou três vezes a Portugal e se apresentou na África.
Em 1958 Luiz Iglézias faleceu, e a viuvez a deixou muito mal por um tempo.
O estilo de atriz cômica de Eva seria abandonado em 1966, com a estreia do drama “Senhora da Boca do Lixo”, de Jorge Andrade, sob a direção de Dulcina de Moraes. O gênero cômico continuou sendo seu favorito, mas a atriz abriu o leque de sua interpretação em peças como “De Olho na Amélia” (Georges Feydeau), que lhe valeu o Prêmio Molière de melhor atriz em 1969, “Em Família”, de Oduvaldo Vianna Filho, com direção de Sérgio Britto, (1970); e “Quarta-Feira Lá em Casa, Sem Falta”, de Mario Brasini (1977).
No cinema, Eva estreou em “Os Dois Ladrões” (1960), produção de Carlos Manga e um dos últimos filmes de sucesso do gênero das chanchadas. Ao lado de Oscarito protagonizou uma das mais célebres passagens do cinema brasileiro, a “cena do espelho”. Em 1964 atua em “Pão, Amor e… Totobola”, de Henrique Campos. Nesse mesmo ano de 1964, casou-se pela segunda vez, com seu noivo, com quem estava havia alguns anos, o diretor teatral Paulo Nolding, de quem ficou viúva em 1989 e de quem até o fim de sua vida assinou o sobrenome. O fato de ter ficado viúva duas vezes abalou-a demais, tanto que não se casou novamente. Apesar de ter tentado nos dois casamentos, a atriz não conseguiu ter filhos.
Mas seria na televisão que Eva Todor viria a se tornar famosa. Foram 21 trabalhos em telenovelas, minisséries e especiais. Entre seus papeis mais marcantes na televisão podem se destacar o de Kiki Blanche, em Locomotivas(1977) e a divertida e interesseira Josefa, em O Cravo e a Rosa(2000).
Retomou a carreira cinematográfica quase 40 anos depois de seu último filme, protagonizando o delicado curta-metragem “Achados e Perdidos”, de Eduardo Albergaria, como uma mulher que recebe um carta de amor escrita para ela há mais de 50 anos. 
Eva Todor atuou também em `Xuxa Abracadabra´, dirigido por Moacyr Góes. Seu filme mais recente foi “Meu Nome Não é Johnny”.
Em 2007, com 87 anos de idade, lançou seu livro de memórias, intitulado "O Teatro da Minha Vida", escrito por Maria Ângela de Jesus.
Um dos últimos trabalhos na TV foi na novela Caminho das Índias, onde deu vida à divertida e amorosa Dona Cidinha. A atriz ficou triste por não poder aparecer nos últimos capítulos da trama de Glória Perez, em decorrer de fortes dores no estômago devido a uma hérnia de hiato, problema de saúde que sofria desde a infância. Eva precisou ser internada e passou por uma cirurgia, da qual se recuperou rapidamente.
Foi convidada para reviver a personagem Kiki Blanche na nova versão de Ti Ti Ti. Eva fez a personagem numa participação especial, que fez na novela Locomotivas, em 1977. Por esse tempo, em 31 de agosto de 2010, foi agraciada com a comenda da Ordem do Ipiranga pelo Governo do Estado de São Paulo.
Sua última novela foi em 2012, quando estrelou Salve Jorge! de Glória Perez, onde viveu a fofoqueira Dália, amiga dos personagens de Nivea Maria e Stênio Garcia.
A Coleção Aplauso lançou a sua biografia, "O Teatro da Minha Vida", de Maria Angela de Jesus. 
Estava afastada da televisão e dos palcos por conta da Doença de Parkinson, que a deixou muito limitada. Sem familiares, vivia reclusa em sua casa, cuidada por enfermeiras.
Em março de 2017, Eva foi internada na clínica São José, no Humaitá, Zona Sul do Rio.

### Últimos anos
Sua rotina domiciliar dividia-se entre o seu apartamento no bairro do Flamengo, decorado com centenas de lembranças dos 67 anos em que viveu lá, e sua casa de veraneio na cidade de Miguel Pereira.
Com a saúde fragilizada pela idade avançada, sofria de Parkinson e Alzheimer, além de insuficiência cardíaca. Desde o dia 9 de setembro de 2017 estava em internação domiciliar, vindo a falecer dormindo, em sua residência, na Zona Sul do Rio de Janeiro, na manhã do dia 10 de dezembro, em razão de uma pneumonia.
Velada no Theatro Municipal do Rio de Janeiro, seu corpo cremado no Memorial do Carmo.
Viúva, sem filhos e sem nenhum parente vivo, Eva deixou toda sua fortuna como herança para seus sete funcionários, que conviveram com ela a vida inteira, e também cuidaram da artista até o fim de sua vida.

## Filmografia

### Televisão
| Ano  | Título                             | Personagem                                      | Nota                                          |
| ---- | ---------------------------------- | ----------------------------------------------- | --------------------------------------------- |
| 1961 | As Confissões de Eva               | Várias personagens                              |                                               |
| 1964 | Vitória                            | Carla                                           |                                               |
| 1970 | E Nós, Aonde Vamos?                | Francisca                                       |                                               |
| 1975 | Roque Santeiro                     | Ambrosina Abelha (Dona Pombinha)                | Versão censurada                              |
| 1977 | Locomotivas                        | Maria Josefina Cabral (Kiki Blanche)            |                                               |
| 1978 | Te Contei?                         | Lola                                            |                                               |
| 1979 | Memórias de Amor                   | Agripina                                        |                                               |
| 1980 | Coração Alado                      | Hortência Alencar                               |                                               |
| 1982 | Sétimo Sentido                     | Maria Santa Bergman Rivoredo (Santinha)         |                                               |
| 1983 | Sabor de Mel                       | Marta                                           |                                               |
| 1984 | Partido Alto                       | Cecília Amoedo                                  |                                               |
| 1985 | A Gata Comeu                       | Ela mesma                                       | Participação                                  |
| 1987 | O Outro                            | Liúba / Fada Gabor                              |                                               |
| 1989 | Top Model                          | Morgana Kundera                                 |                                               |
| 1992 | De Corpo e Alma                    | Maria Carolina Pastore (Calu)                   |                                               |
| 1993 | Olho no Olho                       | Veridiana                                       |                                               |
| 1994 | Você Decide                        | Dulce                                           | Episódio: "Corações Partidos"                 |
| 1994 | Incidente em Antares               | Venusta                                         |                                               |
| 1996 | Quem É Você?                       | Augusta                                         |                                               |
| 1996 | Anjo de Mim                        | Cotinha                                         | Participação                                  |
| 1996 | Você Decide                        |                                                 | Episódio: "A Pequena Herdeira"                |
| 1996 | Caça Talentos                      | Dona Carlota                                    | Episódio: "História Piloto"                   |
| 1997 | Você Decide                        |                                                 | Episódio: "Preconceito"                       |
| 1998 | Você Decide                        |                                                 | Episódio: "Desencontro"                       |
| 1998 | Hilda Furacão                      | Loló Ventura                                    |                                               |
| 1999 | Suave Veneno                       | Maria do Carmo Cañedo da Silva                  |                                               |
| 2000 | O Cravo e a Rosa                   | Josefa Lacerda de Moura                         |                                               |
| 2001 | Brava Gente                        | Augusta                                         | Episódio: "Os Mistérios do Sexo"              |
| 2001 | Porto dos Milagres                 | Dona Isolina                                    | Participação                                  |
| 2001 | Casseta & Planeta Urgente          | Personal Avó                                    | Episódio: "19 de junho"                       |
| 2002 | Sítio do Picapau Amarelo           | Maria José (Mazé)                               | Episódio "O Cangaceiro Lobisomem"             |
| 2002 | Malhação                           | Isaura                                          | Participação                                  |
| 2002 | Brava Gente                        | Tia Zizi                                        | Episódio "A Casa Errada"                      |
| 2004 | Sob Nova Direção                   | Tia Nonoca                                      | Episódio: "O Casamento do Meu Melhor Inimigo" |
| 2004 | A Diarista                         | Jô                                              | Episódio: "Parece Mas Não É"                  |
| 2005 | América                            | Miss Jane Clinton                               |                                               |
| 2006 | JK                                 | Carlota Bueno                                   | Episódios: "10–14 de março"                   |
| 2007 | Amazônia, de Galvez a Chico Mendes | Branquinha                                      |                                               |
| 2008 | Casos e Acasos                     | Dona Alba                                       | Episódio: "O Trote, o Filho e o Fora"         |
| 2009 | Caminho das Índias                 | Ana Aparecida Albuquerque Cadore (Dona Cidinha) |                                               |
| 2010 | Ti Ti Ti                           | Kiki Blanche                                    | Episódio: "19 de agosto"                      |
| 2012 | As Brasileiras                     | Dona Conchita                                   | Episódio: "A Vidente de Diamantina"           |
| 2012 | Salve Jorge                        | Dália                                           |                                               |

### Cinema
| Ano  | Título                  | Papel              |
| ---- | ----------------------- | ------------------ |
| 1960 | Os Dois Ladrões         | Madame Gaby        |
| 1964 | Pão, Amor e... Totobola | Mulher de Costa    |
| 2002 | Achados e Perdidos      | Dona Mariana       |
| 2003 | Xuxa Abracadabra        | Avó da Chapeuzinho |
| 2008 | Meu Nome Não é Johnny   | D. Marly           |

## Teatro[13]
- 1934 - Há uma Forte Corrente
- 1934 - Flores à Cunha
- 1934 - Quanto Vale uma Mulher
- 1934 - Foi seu Cabral
- 1934 - A Madrinha dos Cadetes
- 1935 - Cidade Maravilhosa
- 1935 - Da Favela ao Catete
- 1935 - Foi Ela...
- 1935 - Do Norte ao Sul
- 1935 - Eva Querida
- 1936 - Co-co-ro-có
- 1936 - Paz e Amor
- 1936 - É Batatal
- 1937 - Mamãe Eu Quero
- 1937 - Rumo ao Catete
- 1938 - Boneca de Pixe
- 1939 - Entra na Faixa
- 1939 - Camisa Amarela
- 1939 - Yes, Nós Temos Banana
- 1940 - Feia
- 1940 - O Trophéo
- 1940 - Levada da Breca
- 1940 - Querida
- 1940 - Leviana
- 1940 - Eu, Tu, Ele
- 1940 - Aonde vais, coração?
- 1941 - Sol de Primavera
- 1941 -  Casei-me com um Anjo
- 1941 - A Revoltosa
- 1941 - A Mais Bela Mulher de França
- 1941 - Carneiro de Batalhão
- 1941/1942 - Chuvas de Verão
- 1941/1942 - Colégio Interno
- 1942 - O Nazismo sem Máscara
- 1942 - Escândalo!
- 1942 - Crescei e Multiplicai-vos
- 1942/1947 - Bicho do Mato
- 1943 -  A Costela de Adão
- 1943 - A Mulher que Eu Sonhei
- 1943 - A Pupila dos Meus Olhos
- 1943 - Copacabana
- 1943 - Julho 10
- 1943 - O Mundo é uma Bola
- 1943/1948 - Maria Fumaça
- 1944 - Nós, as Mulheres
- 1944 - Maria Vai com as Outras
- 1944 - Estão Contando as Cigarras
- 1944 - Bonita Demais
- 1944 - Babalu
- 1944 - Querida Maluca
- 1944 - O Príncipe Encantado
- 1944 - O Bico da Cegonha
- 1944 - Cavalinho de Pau
- 1944/1948 - À Sombra dos Laranjais
- 1945 - Bonita Demais
- 1945 - Colégio Interno
- 1945/1948 - Joaninha Buscapé
- 1946 - Uma Mulher Livre
- 1946 - O Pecado de Madalena
- 1946 -  Cláudia
- 1946/1949 - Cândida
- 1947 - Carta
- 1947 - Mocinha
- 1947 - Se Eu Quisesse
- 1949 - Não Brinques com o Amor
- 1949 - Helena
- 1949 - Tu És Meu
- 1949 - Apartamento Sem Luvas
- 1949 - Lili do 47
- 1949 -  Os Gregos Eram Assim
- 1950 - A Felicidade Vem Depois
- 1950 - Maria João
- 1950 - Ai, Tereza
- 1951 - Iaiá Boneca
- 1951 - Bagaço
- 1952 - A Amiga da Onça
- 1952 - O Freguês da Madrugada
- 1952 - A Mancha
- 1952 - Chiquinha Fubá
- 1953 - A Milionária
- 1953 - Viver é Fácil
- 1953 -  Larga Meu Homem
- 1954 - A Rainha do Ferro-Velho
- 1954/1957 - História Proibida
- 1955 - Sabrina
- 1955 - Esse Casal é de Morte
- 1955 - Fronteira
- 1956 - Timbira
- 1956/1957 - Lotaria
- 1957 - Valsa de Aniversário
- 1958 - Anastácia
- 1958 - Timbira
- 1958 - En Garde
- 1959 - Play Boy
- 1960 - Amor em Hi-Fi
- 1960 - Quem Conhece as Mulheres?
- 1964 - Moral do Adultério
- 1965 - As Viúvas do Machado
- 1966/1968 - Senhora na Boca do Lixo
- 1969 - De Olho na Amélia
- 1969 - A Celestina
- 1970 - Em Família
- 1972 - O Dia em que Raptaram o Papa
- 1973 - Os Efeitos dos Raios Gama nas Margaridas do Campo
- 1974 - Chiquinha Gonzaga
- 1976 - O Rendez-Vous
- 1977 - Quarta-Feira sem Falta, Lá em Casa
- 1978 - O Doente Imaginário
- 1981 - Essa Gente Incrível
- 1988 - Lily, Lily
- 1989 - Como se Tornar uma Super Mãe em Dez Lições
- 1992 - Cartas na Mesa
- 1994 - A Pequena Mártir do Cristo-Rei

## Prêmios e Indicações
| Ano  | Prêmio                  | Categoria    | Trabalho          | Resultado |
| ---- | ----------------------- | ------------ | ----------------- | --------- |
| 1969 | Prêmio Molière          | Melhor Atriz | De Olho na Amélia | Venceu    |
| 2010 | Prêmio Shell            | Homenagem    | Conjunto da Obra  | Venceu    |
| 2012 | Prêmio Zilka Sallaberry | Homenagem    | Conjunto da Obra  | Venceu    |